# بيركشير هاثاواي
بيركشاير هاثاواي هي شركة قابضة مقرها الرئيسي في أوماها، نبراسكا، الولايات المتحدة، تشرف وتدير عددا من الشركات الفرعية. وارن بافت هو رئيس الشركة ومديرها التنفيذي. في وقت مبكر من حياته المهنية في بيركشاير، ركز على الاستثمارات طويلة الأجل في الأسهم، ولكن في الآونة الأخيرة كان قد لجأ إلى شراء شركات بالكامل. بيركشاير تملك الآن مجموعة متنوعة من الشركات بما في ذلك الحلويات والسكك الحديدية، والتجزئة، المفروشات المنزلية، والموسوعات، مصنعين من المكانس الكهربائية، ومبيعات المجوهرات؛ نشر صحيفة؛ تصنيع وتوزيع زي رسمي، وكذلك العديد من المرافق الإقليمية الكهربائية والغاز.
وفقًا لقائمة مجلة فوربس جلوبال 2000 بيركشاير هاثاواي هي ثامن أكبر شركة عامة في العالم، حصلت على المركز الرابع كأكثر الشركات إثارة للإعجاب على مستوى العالم لعام 2014.
وبدءًا من عام 2016، استحوذت الشركة على حصص كبيرة في شركات الطيران الأمريكية الكبرى، وهي يونايتد إيرلاينز، دلتا إيرلاينز، ساوث وست إيرلاينز، وأمريكان إيرلاينز  ولكنها باعت جميع ممتلكاتها في أوائل عام 2020. حققت شركة بيركشاير معدل نمو سنوي في القيمة الدفترية بنسبة 19.0٪ لمساهميها منذ عام 1965 (مقارنة بـ 9.7٪ من S&P 500 مع توزيعات الأرباح للفترة نفسها)، مع توظيف مبالغ كبيرة من رأس المال والحد الأدنى من الديون.
تشتهر الشركة بالسيطرة والقيادة من قبل وارن بافيت، الذي يشغل منصب رئيس مجلس الإدارة والرئيس التنفيذي، وتشارلي مونجر، أحد نواب رئيس الشركة. في الجزء الأول من حياته المهنية في بيركشاير، ركز بافيت على الاستثمارات طويلة الأجل في الشركات المتداولة علنًا، لكنه اشترى مؤخرًا شركات كاملة بشكل متكرر. تمتلك بيركشاير الآن مجموعة متنوعة من الأعمال التجارية بما في ذلك صناعة الحلويات وتجارة التجزئة والسكك الحديدية والمفروشات المنزلية والموسوعات ومصنعي المكانس الكهربائية ومبيعات المجوهرات وتصنيع الزي الرسمي وتوزيعه والعديد من مرافق الكهرباء والغاز الإقليمية.
وفقًا لقائمة فوربس جلوبال 2000 (بالإنجليزية: Forbes Global 2000)‏ والصيغة، تعد بيركشاير ثامن أكبر شركة عامة في العالم، وعاشر أكبر تكتل من حيث الإيرادات وأكبر شركة خدمات مالية من حيث الإيرادات في العالم.
اعتبارًا من أغسطس 2020، يعد سهم بيركشاير درجة ب هو سابع أكبر عنصر في مؤشر S&P 500 (الذي يعتمد على القيمة السوقية للأسهم الحرة) وتشتهر الشركة بامتلاكها لأغلى سعر سهم في التاريخ مع تكلفة أسهم الفئة أ حوالي 300000 دولار لكل منهما. هذا لأنه لم يكن هناك أبدًا تجزئة للأسهم في أسهم الفئة أ  وذكر بافيت في خطاب عام 1984 للمساهمين أنه لا ينوي تقسيم الأسهم.

## التاريخ

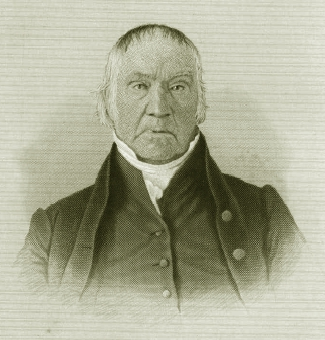
أوليفر تشيس (1769–1852) مؤسس شركة فالي فولز في عام 1839

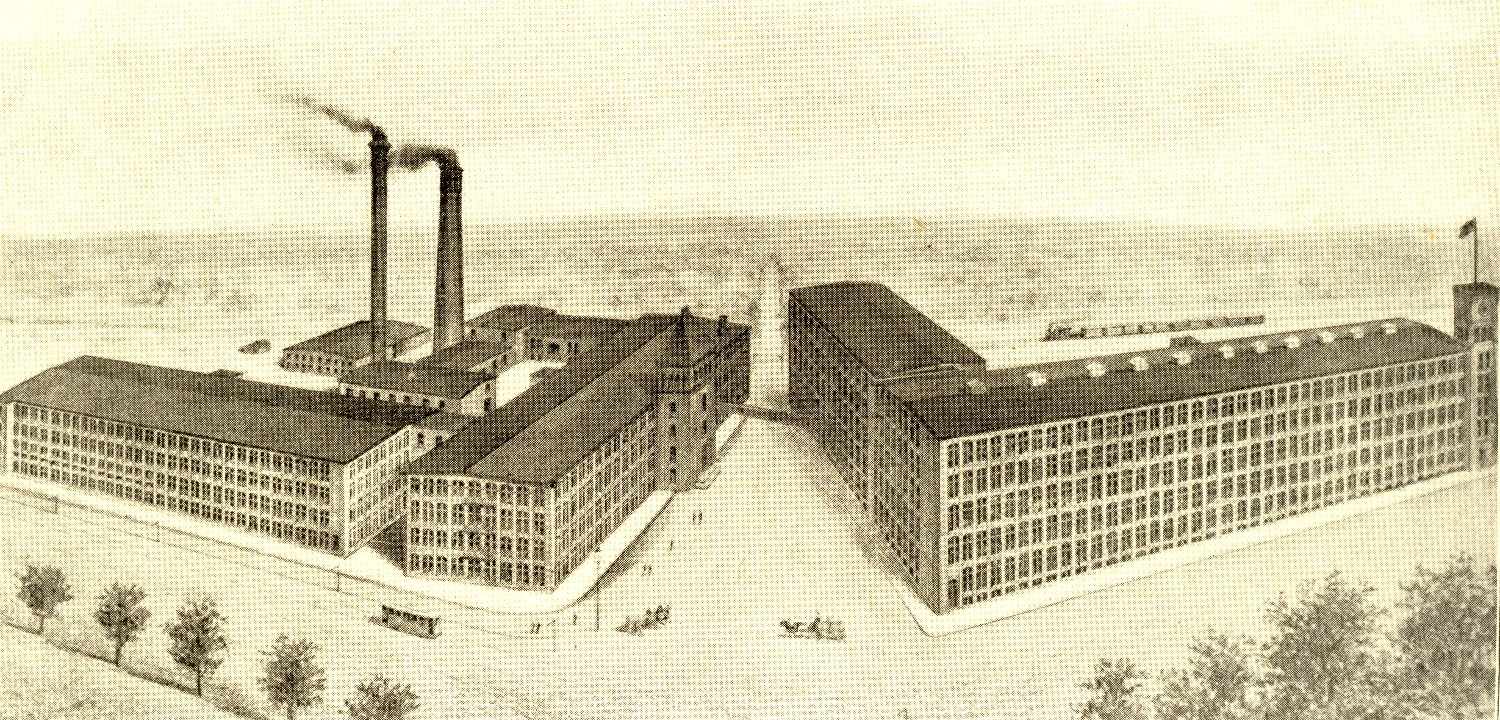
مطاحن قطن بيركشاير، آدمز، ماس.

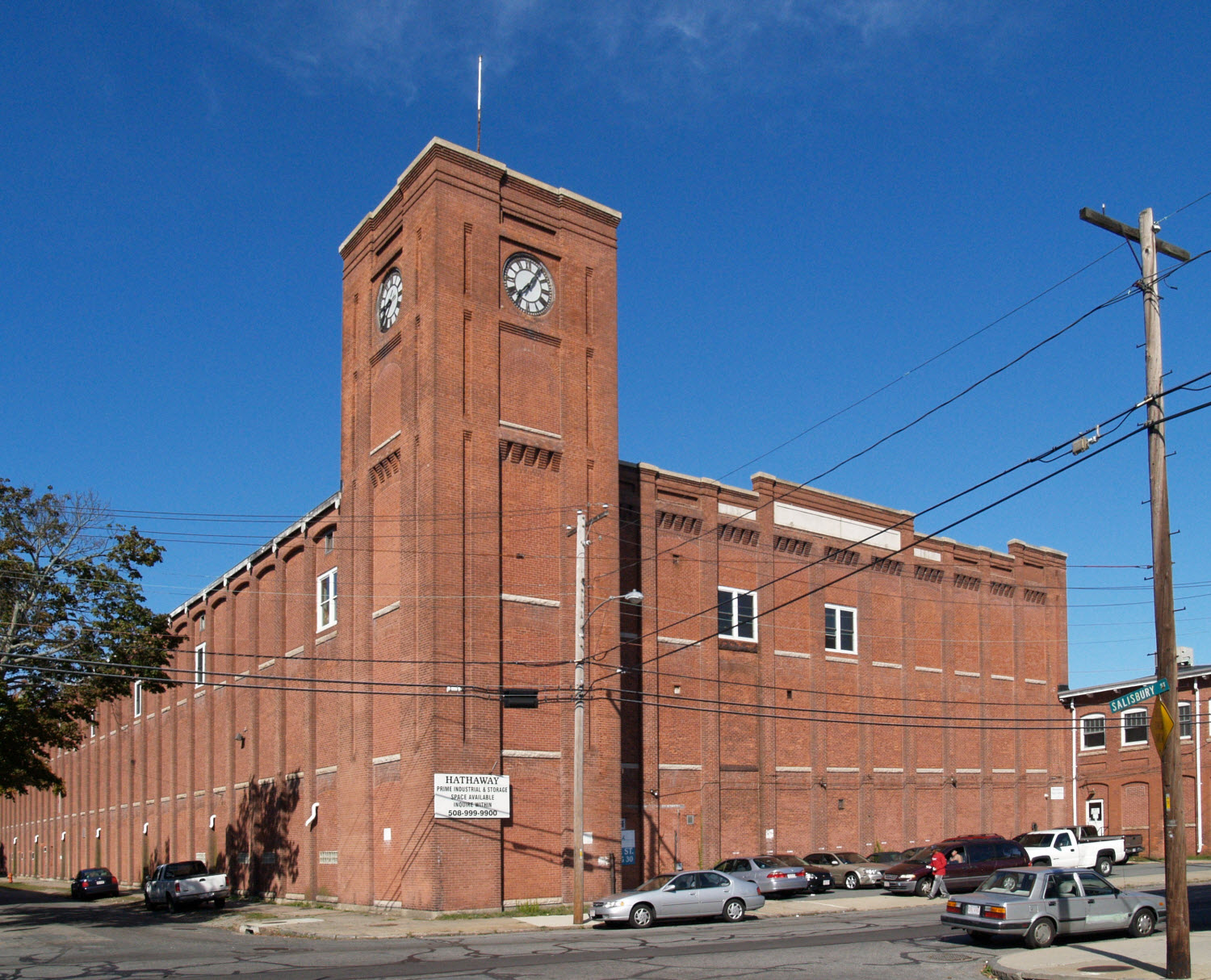
هاثاواي ميلز، نيو بيدفورد، ماساتشوستس.

تعود جذور بيركشاير هاثاواي إلى شركة تصنيع المنسوجات التي أسسها أوليفر تشيس في عام 1839 باسم شركة فالي فولز في فالي فولز، رود آيلاند. عمل تشيس سابقًا لدى صموئيل سلاتر، مؤسس أول مصنع نسيج ناجح في أمريكا. أسس شيس أول مصنع نسيج عام 1806. في عام 1929، اندمجت شركة فالي فولز مع شركة بيركشير لصناعة القطن التي تأسست عام 1889، في آدامز، ماساتشوستس. عُرفت الشركة المندمجة باسم شركة بيركشاير الجميلة للغزل.
في عام 1955، اندمجت شركة بيركشاير الجميلة للغزل مع شركة هاثاواي للتصنيع التي أسسها هوراشيو هاثاواي في عام 1888 في نيو بيدفورد، ماساتشوستس مع أرباح من صيد الحيتان والتجارة الصينية. كانت هاثاواي ناجحة في عقودها الأولى، لكنها عانت خلال التدهور العام في صناعة النسيج بعد الحرب العالمية الأولى. في هذا الوقت، كانت هاثاواي تديرها سيبري ستانتون، والتي تمت مكافأة جهود الاستثمار التي بذلت من خلال الربحية المتجددة بعد الكساد الكبير. بعد الاندماج، كان لدى بيركشاير 15 مصنعًا يعمل بها أكثر من 12000 عامل بإيرادات تزيد عن 120 مليون دولار، وكان مقرها الرئيسي في نيو بيدفورد. ومع ذلك، تم إغلاق سبعة من هذه المواقع بحلول نهاية العقد، مصحوبة بعمليات تسريح كبيرة للعمال.
في عام 1962، بدأ وارن بافيت في شراء الأسهم في بيركشاير هاثاواي بعد أن لاحظ نمطًا في اتجاه سعر سهمها كلما أغلقت الشركة مصنعًا. في النهاية، أقر بافيت بأن أعمال المنسوجات آخذة في التراجع وأن الوضع المالي للشركة لن يتحسن. في عام 1964، قدم ستانتون عرضًا شفهيًا لإعادة شراء حصة بافيت في الشركة مقابل 11 1⁄2 دولارًا للسهم الواحد. وافق بافيت على الصفقة. بعد بضعة أسابيع، تلقى وارين بافيت عرض المناقصة كتابيًا، لكن عرض العطاء كان مقابل 11 3⁄8 دولارًا فقط. اعترف بافيت في وقت لاحق أن هذا العرض المنخفض والمخفض جعله غاضبًا. بدلاً من البيع بسعر أقل قليلاً، قرر بافيت شراء المزيد من الأسهم للسيطرة على الشركة وطرد ستانتون (وهو ما فعله). ومع ذلك، فإن هذا جعل بافيت صاحب الأغلبية لأعمال النسيج الفاشلة.
حافظ بافيت في البداية على الأعمال الأساسية للمنسوجات في بيركشاير، ولكن بحلول عام 1967، كان يتوسع في صناعة التأمين والاستثمارات الأخرى. دخلت بيركشاير لأول مرة في أعمال التأمين بشراء شركة التعويض الوطني. في أواخر السبعينيات، استحوذت بيركشاير على حصة في شركة تأمين الموظفين الحكوميين (GEICO)، والتي تشكل جوهر عمليات التأمين اليوم (وهي مصدر رئيسي لرأس المال لاستثمارات بيركشاير هاثاواي الأخرى). في عام 1985، تم إغلاق آخر عمليات النسيج (جوهر هاثاواي التاريخي).
في عام 2010، ادعى بافيت أن شراء بيركشاير هاثاواي كان أكبر خطأ استثماري ارتكبه على الإطلاق، وادعى أنه حرمه من عوائد الاستثمار المركبة بحوالي 200 مليار دولار على مدى 45 عامًا. ادعى بافيت أنه لو استثمر تلك الأموال مباشرة في شركات التأمين بدلاً من شراء بيركشاير هاثاواي (بسبب ما اعتبره شخصًا طفيفًا)، فإن تلك الاستثمارات كانت ستدفع عدة مئات من المضاعفات.

## شؤون الشركات
تم بيع أسهم بيركشاير من الفئة أ بمبلغ 339188 دولارًا أمريكيًا اعتبارًا من 8 يناير 2020، مما يجعلها الأسهم الأعلى سعرًا في بورصة نيويورك، ويرجع ذلك جزئيًا إلى أنه لم يتم تقسيم الأسهم أبدًا ولم تدفع أرباحًا سوى مرة واحدة منذ تولى وارن بافيت المسؤولية، الاحتفاظ بأرباح الشركات في ميزانيتها العمومية بطريقة غير مسموح بها للصناديق المشتركة. أغلقت الأسهم أكثر من 100000 دولار لأول مرة في 23 أكتوبر 2006. على الرغم من حجمها، لم يتم إدراج بيركشاير لسنوات عديدة في مؤشرات سوق الأوراق المالية العامة مثل S&P 500 بسبب نقص السيولة في أسهمها؛ ومع ذلك، بعد تقسيم 50 إلى 1 لأسهم بيركشاير من الفئة ب في يناير 2010، وإعلان بيركشاير أنها ستستحوذ على شركة بيرلينجتون شمال سانتا في، الشركة الأم لسكة حديد بي أن أس أف، استبدلت بيركشاير بي أن أس أف في S & P 500 في 16 فبراير 2010 .
يتم نشر خطابات بافيت السنوية. قالت بارونز إن بيركشاير كانت الشركة الأكثر احترامًا في العالم في عام 2007، بناءً على دراسة استقصائية لمديري الأموال الأمريكيين.
في عام 2008، استثمرت بيركشاير في الأسهم الممتازة لبنك جولدمان ساكس كجزء من إعادة رسملة البنك الاستثماري. دافع بافيت عن قرارات لويد بلانكفين كرئيس تنفيذي لـ جولدمان ساكس.
اعتبارًا من 13 يوليو 2016، امتلك بافيت 31.7٪ من إجمالي قوة التصويت لأسهم بيركشاير القائمة و18.0٪ من القيمة الاقتصادية لتلك الأسهم. نائب رئيس شركة بيركشاير، تشارلي مونجر، يمتلك أيضًا حصة كبيرة بما يكفي لجعله مليارديرًا، كما أدت الاستثمارات المبكرة في بيركشاير من قبل ديفيد جوتسمان وفرانكلين أوتيس بوث جونيور إلى أن يصبحوا مليارديرات أيضًا. مؤسسة بيل وميليندا جيتس هي مساهم كبير في بيركشاير، حيث تمتلك 4.0٪ من أسهم الفئة ب.
لم تقم شركة بيركشاير بتقسيم أسهمها من الفئة أ أبدًا بسبب رغبة الإدارة في جذب مستثمرين على المدى الطويل بدلاً من المضاربين على المدى القصير. ومع ذلك، أنشأت بيركشاير سهمًا من الفئة ب، مع الاحتفاظ بقيمة لكل سهم في الأصل (وفقًا لقواعد إدارة محددة) قريبة من 1-30 من الأسهم الأصلية (الآن الفئة أ) و1-200 من الأسهم لكل حقوق التصويت على الأسهم، وبعد تقسيم كانون الثاني (يناير) 2010، عند 1 إلى 1500 السعر و1 - 10000 حقوق التصويت لأسهم الفئة أ. يُسمح لحاملي الأسهم من الفئة أ بتحويل مخزونهم إلى الفئة ب، ولكن ليس العكس. كان بافيت مترددًا في إنشاء أسهم من الفئة ب، لكنه فعل ذلك لإحباط إنشاء وحدات ثقة كانت ستسوق نفسها على أنها تشبه بيركشاير. كما قال بافيت في رسالته للمساهمين في عام 1995: «إن الصناديق الاستئمانية التي ظهرت مؤخرًا تطير في مواجهة هذه الأهداف. سيتم بيعها من قبل وسطاء يعملون مقابل عمولات كبيرة، وستفرض تكاليف أخرى مرهقة على مساهميها، وسيتم تسويقها في بشكل جماعي للمشترين غير المتمرسين، المعرضين لإغرائنا بسجلنا السابق وإغرائنا بالدعاية التي تلقيتها أنا وبيركشاير في السنوات الأخيرة. النتيجة المؤكدة: عدد كبير من المستثمرين محبطين».
راتب بافيت هو 100000 دولار سنويًا بدون خيارات أسهم، وهو من بين أقل الرواتب  للمديرين التنفيذيين للشركات الكبيرة في الولايات المتحدة.
تُعقد اجتماعات المساهمين السنوية لشركة بيركشاير في مركز سي أتش آي الصحي في أوماها، نبراسكا. زاد الحضور على مر السنين مع الأرقام الأخيرة [متى؟] التي يبلغ مجموعها أكثر من 40,000 شخص في السنة. وقد حضر اجتماع عام 2007 ما يقرب من 27000 شخص. تعتبر الاجتماعات، الملقبة بـ «وودستوك للرأسماليين»، أكبر حدث سنوي في أوماها جنبًا إلى جنب مع بطولة كلية البيسبول العالمية. تشتهر الاجتماعات بروح الدعابة وخفة القلب، وعادة ما تبدأ الاجتماعات بفيلم صُنع لمساهمي بيركشاير. ظهر فيلم 2004 أرنولد شوارزنيجر في دور «المحارب» الذي يسافر عبر الزمن لإيقاف محاولة بافيت ومونجر لإنقاذ العالم من شركة «ضخمة» شكلتها مايكروسوفت-ستاربكس-وول مارت. يظهر شوارزنيجر لاحقًا وهو يجادل في صالة الألعاب الرياضية مع بافيت بشأن الاقتراح 13. فيلم 2006 صور الممثلتان جيمي لي كورتيس ونيكوليت شيريدان وهما يشتهيان مونجر. الاجتماع، المقرر أن يستمر من 6 إلى 8 ساعات، هو فرصة للمستثمرين لطرح أسئلة بافيت ومونجر.

### الحكم
الأعضاء الحاليون في مجلس إدارة شركة بيركشاير هاثاواي هم وارن بافيت (رئيس مجلس الإدارة)، تشارلي مونجر (نائب الرئيس)، والتر سكوت الابن، توماس إس مورفي، هوارد جراهام بافيت (ابن وارن)، رونالد أولسون، شارلوت جيمان، ديفيد جوتسمان، كينيث إيرفين تشينولت، ستيف بيرك، سوزان ديكر، ميريل ويتمر، أجيت جين وجريج أبيل.
في 13 مارس 2020، أعلن جيتس أنه سيترك مجلس إدارة كل من ميكروسوفت وبيركشاير من أجل التركيز أكثر على جهوده الخيرية.

### خطط التعاقب
في مايو 2010، بعد 3 أشهر من عيد ميلاده الثمانين، قال بافيت إنه سيخلفه في بيركشاير هاثاواي من قبل فريق يتألف من رئيس تنفيذي وثلاثة أو أربعة مديري استثمار، وسيكون كل منهم مسؤولاً عن «جزء كبير من استثمار بيركشاير محفظة». بعد خمسة أشهر، أعلنت بيركشاير أن تود كومبس، مدير صندوق التحوط كاسل بوينت كابيتال، سينضم إليهم كمدير استثمار. في 12 سبتمبر 2011، أعلنت شركة بيركشاير أن تيد ويشلر البالغ من العمر 50 عامًا، مؤسس بينينسولا كابيتال للاستشارات، سينضم إلى بيركشاير في أوائل عام 2012 كمدير استثمار ثانٍ.
في خطاب المساهمين السنوي لشركة بيركشاير بتاريخ 25 فبراير 2012، قال بافيت إن خليفته كرئيس تنفيذي قد تم اختياره داخليًا ولكن لم يتم تسميته علنًا. في حين أن القصد من هذه الرسالة هو تعزيز الثقة في قيادة «بافيت ليس بيركشاير»، فقد لاحظ النقاد أن هذه الإستراتيجية المتمثلة في اختيار خليفة بدون إستراتيجية خروج ملموسة للمدير التنفيذي الحالي غالبًا ما تترك المؤسسة مع عدد أقل من الخيارات طويلة الأجل، بينما تفعل القليل لتهدئة مخاوف المساهمين.
في يونيو 2014، ارتفع النقد والنقد المعادل للشركة إلى ما يزيد عن 50 مليار دولار، وهي المرة الأولى التي أنهت فيها ربع هذا المستوى فوق هذا المستوى منذ أن أصبح بافيت رئيس مجلس الإدارة والرئيس التنفيذي. في نهاية عام 2017، ارتفعت موجودات الشركة النقدية وما يعادلها من النقد إلى 116 مليار دولار.
في 10 يناير 2018، عينت شركة بيركشاير هاثاواي أجيت جين وجريج أبيل في مناصب نائب الرئيس. تم تعيين أبيل نائبًا لرئيس العمليات التجارية غير التأمينية، وأصبح جاين نائبًا لرئيس عمليات التأمين. في حين أن بافيت لم يقدم مزيدًا من التفاصيل حول خطط الخلافة الخاصة به، فقد امتدح اثنين من كبار المديرين التنفيذيين في خطاب المساهمين السنوي، مما أثار التكهنات بأن جاين وهابيل هما الخلفاء المنطقيان.

### تمويل
بالنسبة للسنة المالية 2019، أعلنت شركة بيركشاير عن أرباح بلغت 81.4 مليار دولار أمريكي، مع إيرادات سنوية قدرها 254.6 مليار دولار أمريكي، بزيادة قدرها 2.7٪ عن الدورة المالية السابقة. بلغت القيمة السوقية لشركة بيركشاير أكثر من 496 مليار دولار أمريكي في سبتمبر 2018. وفي فبراير 2024 بلغت القيمة السوقية لشركة بيركشاير 905 مليارات دولار، واعتبارًا من عام 2018، احتلت بيركشاير المرتبة الثالثة في تصنيفات فورتين 500 لأكبر الشركات في الولايات المتحدة من حيث إجمالي الإيرادات.
| السنة | ربح ميل. دولار أمريكي | صافي الدخل ميل. دولار أمريكي | إجمالي الأصول ميل. دولار أمريكي | العمال  |
| ----- | --------------------- | ---------------------------- | ------------------------------- | ------- |
| 2005  | 81,663                | 8,528                        | 198,325                         |         |
| 2006  | 98,539                | 11,015                       | 248,437                         |         |
| 2007  | 118,245               | 13,213                       | 273,160                         |         |
| 2008  | 107,786               | 4,994                        | 267,399                         |         |
| 2009  | 112,493               | 8,055                        | 297,119                         |         |
| 2010  | 136,185               | 12,967                       | 372,229                         |         |
| 2011  | 143,688               | 10,254                       | 392,647                         |         |
| 2012  | 162,463               | 14,824                       | 427,452                         |         |
| 2013  | 182,150               | 19,476                       | 484,931                         | 302,000 |
| 2014  | 194,699               | 19,872                       | 525,867                         | 316,000 |
| 2015  | 210,943               | 24,083                       | 552,257                         | 361,270 |
| 2016  | 223,604               | 24,074                       | 620,854                         | 367,671 |
| 2017  | 242,137               | 44,940                       | 702,095                         | 377,000 |
| 2018  | 247,837               | 4,021                        | 707,794                         | 389,000 |
| 2019  | 254,616               | 81,417                       | 817,729                         | 391,500 |

### سياسات مكان العمل
أعطى مؤشر المساواة في الشركات لعام 2021 لحملة حقوق الإنسان بيركشاير هاثاواي تصنيفًا قدره 20 من أصل 100، وهي واحدة من أقل الشركات بين 500 شركة.

## الأعمال والاستثمارات

### مجموعة التأمين
يتم إجراء أنشطة أعمال التأمين وإعادة التأمين من خلال ما يقرب من 70 شركة تأمين محلية وأجنبية. تقدم شركات التأمين في بيركشاير التأمين وإعادة التأمين على الممتلكات ومخاطر الإصابات بشكل أساسي في الولايات المتحدة. بالإضافة إلى ذلك، نتيجة للاستحواذ على جينيرال ري في ديسمبر 1998، تشمل أعمال التأمين في بيركشاير أيضًا على الحياة، والحوادث، وإعادة التأمين الصحي، بالإضافة إلى شركات إعادة التأمين الدولية للممتلكات والحوادث. تحافظ شركات التأمين في بيركشاير على قوة رأس المال عند مستويات عالية بشكل استثنائي. تميز هذه القوة شركات التأمين في بيركشاير عن منافسيها. بشكل جماعي، بلغ الفائض القانوني الإجمالي لشركات التأمين في بيركشاير في الولايات المتحدة حوالي 48 مليار دولار اعتبارًا من 31 ديسمبر 2004. تم تصنيف جميع شركات التأمين الرئيسية التابعة لبيركشاير على أأأ من قبل شركة ستاندرد آند بورز (بالإنجليزية: Standard & Poor's)‏، وهو أعلى تصنيف للقوة المالية تمنحه ستاندرد آند بورز حصلت على تصنيف أ++ (ممتاز) من قبل إي أم باست فيما يتعلق بوضعها المالي وأدائها التشغيلي.
استحوذت جيكو (بالإنجليزية: GEICO)‏ - بيركشاير على جيكو في يناير 1996. يقع المقر الرئيسي لشركة جيكو فيشافي شايز، ماريلاند، وتشمل شركات التأمين الرئيسية التابعة لها؛ شركة تأمين الموظفين الحكوميين، شركة جيكو للتأمين العام، شركة جيكو للتعويض، وشركة التعويض للإصابات. على مدى السنوات الخمس الماضية، قدمت هذه الشركات في المقام الأول تأمينًا خاصًا للركاب على السيارات للأفراد في جميع الولايات الخمسين ومقاطعة كولومبيا. تقوم جيكو بتسويق سياساتها بشكل أساسي من خلال طرق الاستجابة المباشرة التي يتم فيها تقديم طلبات التأمين مباشرة إلى الشركات عبر الإنترنت أو عبر الهاتف.
استحوذ الجنرال ري - بيركشاير على شركة جنرال ري في ديسمبر 1998. تمتلك شركة جينيرال ري حصة ملكية بنسبة 91٪ في شركة كولونيا ري اعتبارًا من 31 ديسمبر 2004. وتدير الشركات التابعة لشركة جينيرال ري حاليًا أعمال إعادة تأمين عالمية في حوالي 72 مدينة وتوفر تغطية عالمية لإعادة التأمين. تدير شركة جينيرال ري أعمال إعادة التأمين التالية: الممتلكات / الحوادث في أمريكا الشمالية، والممتلكات الدولية / الضحايا ، والتي تتكون أساسًا من عمليات كولونيا ري وفاراداي، وإعادة التأمين على الحياة / الصحة. تتمركز عمليات إعادة التأمين التابعة لشركة جينيرال ري بشكل أساسي في ستامفورد وكونيتيكت وكولونيا بألمانيا. شركة جينيرال ري هي واحدة من أكبر شركات إعادة التأمين في العالم على أساس صافي الأقساط المكتوبة ورأس المال.
NRGمجموعة الطمأنينة الهولندية  - استحوذت بيركشاير على NRG، وهي شركة هولندية لإعادة التأمين على الحياة، من مجموعة آي أن جي في ديسمبر 2007.
بيركشاير هاثاواي للتأمين - أنشأت بيركشاير شركة تأمين على السندات الحكومية لتأمين السندات البلدية والخاصة بالولاية. يتم إصدار هذه السندات من قبل الحكومات المحلية لتمويل مشاريع الأشغال العامة مثل المدارس والمستشفيات والطرق وأنظمة الصرف الصحي. قلة من الشركات قادرة على المنافسة في هذا المجال.
في 8 يونيو 2017، أُعلن أن شركة بيركشاير قد استقرت مع منظم التأمين في كاليفورنيا، مما سمح لوحدة التأمين التطبيقي التابعة لها ببيع نسخة منقحة من بوالص التأمين «المثيرة للجدل» الخاصة بالتأمين على تعويض العمال في الولاية. باعت شركة بيركشاير شركات التأمين التطبيقية في عام 2019.
في عام 2003، دفعت شركة بيبسي لشركة بيركشاير ما بين مليون دولار و10 ملايين دولار للتأمين ضد مسابقة بيبسي التي كان من المحتمل أن تبلغ جائزة مليار دولار. كانت فرصة الفوز بالجائزة ضئيلة للغاية ولم يفز بها أحد.

### مجموعة المرافق والطاقة
تمتلك بيركشاير حاليًا 89.8٪ من شركة بيركشاير هاثاواي للطاقة. في وقت الشراء، اقتصرت حصة التصويت في بيركشاير على 10٪ من أسهم الشركة، ولكن انتهى هذا القيد عندما تم إلغاء قانون شركة المرافق العامة القابضة لعام 1935 في عام 2005. إحدى الشركات الفرعية الرئيسية لشركة بيركشاير هاثاواي للطاقة هي شمال باورغريد، التي تعمل في المملكة المتحدة.
حتى تغيير الاسم في 30 أبريل 2014، كانت شركة بيركشاير هاثاواي للطاقة تُعرف باسم شركة ميدأمريكان إنرجي هولدنجز.

### التصنيع والخدمة والبيع بالتجزئة

#### مركبات للترفية
في 21 يونيو 2005، وافقت شركة بيركشاير على شراء شركة فورست ريفر من بيتي ليغل. فورست ريفر هي أكبر بائع للمركبات الترفيهية (RV's) في العالم.

#### ملابس
تشمل شركات الملابس في بيركشاير مصنعي وموزعي مجموعة متنوعة من الملابس والأحذية. تشمل الشركات التي تعمل في تصنيع الملابس وتوزيعها شركة الملابس الداخلية، ثمرة لوم، شركة جاران، فيشهايمر وإخوانها وراسيل. تشمل شركات الأحذية في بيركشاير مجموعة إتش إتش براون للأحذية وأكمي بوتس وبروكس سبورتس وجوستين براندس. تتكون منتجات جاستن براندس من أحذية شيبيوا جاستن بوتس، جوستين، وركبوتس الأصلي، أحذية نوكونا وحذاء توني لاما. استحوذت بيركشاير على ثمرة لوم في 29 أبريل 2002 مقابل 835 مليون دولار نقدًا. ثمرة لوم، ومقرها في بولينج جرين، كنتاكي، هي شركة تصنيع ملابس أساسية متكاملة رأسيًا. استحوذت بيركشاير على شركة راسل في 2 أغسطس 2006 مقابل 600 مليون دولار أو 18.00 دولار للسهم.

#### منتجات البناء
في أغسطس 2000، دخلت بيركشاير في أعمال منتجات البناء من خلال الاستحواذ على ماركات بناء أكمي. تقوم شركة أكمي، التي يقع مقرها الرئيسي في فورت وورث بولاية تكساس، بتصنيع وتوزيع الطوب الطيني (طوب أكمي)، والكتل الخرساني (فيذرلايت)، والحجر الجيري المقطوع (محاجر تكساس). قامت بتوسيع أعمالها في منتجات البناء في ديسمبر 2000، عندما استحوذت على بنجامين مور وشركاه في مونتفيل، نيو جيرسي. تقوم مور بصياغة وتصنيع وبيع الطلاءات المعمارية المتوفرة بشكل أساسي في الولايات المتحدة وكندا.
في عام 2001، استحوذت شركة بيركشاير على ثلاث شركات إضافية لمنتجات البناء. في فبراير ، اشترت شركة جونز مانفيل التي تأسست عام 1858 وتقوم بتصنيع منتجات عزل الصوف المصنوعة من الألياف الزجاجية للمنازل والمباني التجارية ، بالإضافة إلى منتجات عزل الأنابيب والقنوات والمعدات. في يوليو ، استحوذت بيركشاير على 90٪ من الأسهم في شركة مي تك، التي تصنع منتجات الموصلات الهندسية، والبرمجيات والخدمات الهندسية، وآلات التصنيع لقطاع تصنيع الجمالون في صناعة مكونات البناء ومقرها في تشيسترفيلد، ميسوري. أخيرًا في عام 2001، استحوذت بيركشاير على 87 بالمائة من شركة صناعات شو. في دالتون بولاية جورجيا. شو هي أكبر شركة مصنعة للسجاد في العالم استنادًا إلى كل من الإيرادات وحجم الإنتاج وتصميم وتصنيع أكثر من 3000 نمط من السجاد المعقد والمنسوج والأرضيات الخشبية للاستخدام السكني والتجاري تحت ما يقرب من 30 علامة تجارية وأسماء تجارية وتحت علامات خاصة معينة. في عام 2002، استحوذت بيركشاير على نسبة 12.7 في المائة المتبقية من شو.
في 7 أغسطس 2003، استحوذت بيركشاير على كلايتون هومز إنك. كلايتون، ومقرها بالقرب من نوكسفيل، تينيسي، هي شركة تصنيع إسكان متكاملة رأسيًا. في نهاية عام 2004، قام كلايتون بتشغيل 32 مصنعًا في 12 ولاية. يتم تسويق منازل كلايتون في 48 ولاية من خلال شبكة من 1540 تاجر تجزئة، 391 منهم مراكز مبيعات مملوكة للشركة. في 1 مايو 2008، استحوذ مي تك على هوهمان وبارنارد، صانع المراسي وأنظمة التعزيز للبناء وفي 3 أكتوبر من ذلك العام، استحوذ مي تك على بلوك لوك، Ltd. في تورنتو، كندا. في 23 أبريل، في عام 2010، استحوذ مي تك على أصول درول (بالإنجليزية: Dur-O-Wal)‏ من دايتون سوبريور.

#### خدمات الطيران
في عام 1996، استحوذت بيركشاير على شركة سلامة الطيران الدولية (أو FSI)، التي أسسها ألبرت لي أولتشي في عام 1951. يقع المقر الرئيسي لشركة أف أس آي في مطار لاغارديا في فلاشينغ (بالإنجليزية: Flushing)‏، نيويورك. يوفر تدريبًا رائدًا على التكنولوجيا العالية لمشغلي الطائرات في مجالات الطيران العسكري والحكومي والشركات والإقليمي أو الرئيسي. سلامة الطيران هي المزود الرائد عالميًا لخدمات التدريب على الطيران المحترف. وفقًا لموقعها على الويب، يوجد لدى الشركة 1800 مدرب وتقدم أكثر من 4000 دورة فردية لـ 135 نوعًا من الطائرات، باستخدام أكثر من 320 جهاز محاكاة طيران لخدمة العملاء من 167 دولة.
في عام 199، استحوذت شركة بيركشاير على شركة نت جيت، والتي كانت تُعرف سابقًا باسم الطيران التنفيذي. نت جيت هي المزود الرائد عالميًا لبرامج الملكية الجزئية لطائرات الطيران العامة. في عام 1986، أنشأت نت جيت الملكية الجزئية لمفهوم الطائرات وقدمت برنامج نت جيت الخاص بها في الولايات المتحدة بنوع طائرة واحد. في عام 2019، قام برنامج نت جيت بتشغيل أكثر من 10 أنواع من الطائرات بحجم أسطول يزيد عن 750.

#### بيع بالتجزئة
شركات المفروشات المنزلية هي نبراسكا للمفروشات، آر سي ويلي للمفروشات المنزلية، شركة ستار للمفروشات وشركة المفروشات الأردنية. وقد تم الاستحواذ على شركة شركة كور لخدمات الأعمال في عام 2000 من قبل شركة فرعية مملوكة بنسبة 80.1٪ لشركة بيركشاير وهي المزود الوطني الرائد لتأجير الأثاث. والملحقات والخدمات ذات الصلة في قطاع «الإيجار للإيجار» في صناعة تأجير الأثاث.
في مايو 2000، اشترت بيركشاير مجوهرات بن بريدج، وهي سلسلة من متاجر المجوهرات التي تأسست في عام 1912 مع مواقع في غرب الولايات المتحدة بشكل أساسي. انضم هذا إلى عملية الاستحواذ الأخرى لشركة بيركشاير، وهي شركة الماس هيلزبرج. وتعتبر هيلزبرج هي سلسلة متاجر مجوهرات مقرها في مدينة كانساس، بدأت في عام 1915 وأصبحت جزءًا من بيركشاير في عام 1995.
في عام 2002، استحوذت بيركشاير على الشيف المدلل، المحدودة (بالإنجليزية: The Pampered Chef، Ltd)‏ وهو أكبر بائع مباشر لأدوات المطبخ في الولايات المتحدة. يتم البحث عن المنتجات وتصميمها واختبارها بواسطة الشيف المدلل، ويتم تصنيعها بواسطة موردي الطرف الثالث. من مقرها الرئيسي في أديسون بولاية إلينوي، تستخدم شركة الشيف المدلل شبكة تضم أكثر من 65000 مندوب مبيعات مستقل لبيع منتجاتها من خلال مظاهرات حزبية محلية، ولا سيما في الولايات المتحدة.
تنتج حلوى انظر (بالإنجليزية: See's Candies)‏ الشوكولاتة المعبأة في علب ومنتجات الحلويات الأخرى في مطبخين كبيرين في كاليفورنيا. تعتبر إيرادات See موسمية للغاية حيث يتم تحقيق حوالي 50 ٪ من إجمالي الإيرادات السنوية في شهري نوفمبر وديسمبر.
ديري كوين، ومقرها إيدينا، مينيسوتا، تخدم نظامًا يضم ما يقرب من 6000 متجر تعمل تحت أسماء ديري كوين وأورانج جوليوس وكارميلكورن. تقدم المتاجر العديد من حلويات الألبان والمشروبات والأطعمة الجاهزة ومشروبات الفاكهة المخلوطة والفشار وأطعمة خفيفة أخرى.
في نوفمبر 2012، أعلنت بيركشاير أنها ستستحوذ على شركة أورينتال تريدنج كومباني، وهي شركة تسويق مباشر للأشياء الجديدة، والألعاب الصغيرة، وأدوات الحفلات.
في 3 أكتوبر 2017، أُعلن أن شركة بيركشاير ستستحوذ على 38.6٪ من سلسلة توقف الشاحنات بايلوت فلاينج جي، مع خطط لزيادة حصتها إلى 80٪ في عام 2023. ستحتفظ عائلة هسلام وإدارة أف جي بحصص الملكية حتى ذلك الحين، بناءً على والتي ستحتفظ بها عائلة هسلام بنسبة 20٪ المتبقية وستنسحب إدارة أف جي بالكامل. ستحتفظ عائلة حسن بالسيطرة على العمليات اليومية للشركة.

#### وسائط
في عام 1977، اشترت شركة بيركشاير صحيفة أخبار المساء بوفالو واستأنفت نشر طبعة الأحد من الصحيفة التي توقفت في عام 1914. بعد أن توقفت الصحيفة الصباحية بوفالو كوريير اكسبريس عن العمل في عام 1982، بدأت الصحيفة في طباعة طبعات الصباح والمساء ، وطباعتها حاليًا فقط طبعة الصباح. في عام 2006، اشترت الشركة بزنيس واير، وهي وكالة أنباء صحفية أمريكية.
بدأت الشركة شركتها الفرعية بي أتش ميديا غروب بشراء أوماها وورلد هيرالد في ديسمبر 2011،  والتي تضمنت ست صحف يومية أخرى وعدة صحف أسبوعية في جميع أنحاء نبراسكا وجنوب غرب ولاية أيوا. في يونيو 2012، اشترت بيركشاير 63 صحيفة من ميديا جينيرال، بما في ذلك ريتشموند تايمز ديسباتش ونستون سالم جورنال، مقابل 142 مليون دولار نقدًا.
في عام 2012، اشترت بيركشاير صحف تكساس اليومية ذا إيغل (النسر) في محطة بريان كوليدج واكو تريبيون هيرالد. في عام 2013، اشترت الشركة تيسلا ورلد، وغرينزبورو، وأخبار وتسجيلات ومقرها نورث كارولينا، ورونوك تايمز في فيرجينيا، ومطبعة اتلانتيك سيتي. اعتبارًا من مارس 2013، امتلكت شركة بي أتش ميديا 28 صحيفة يومية و 42 صحيفة غير يومية.

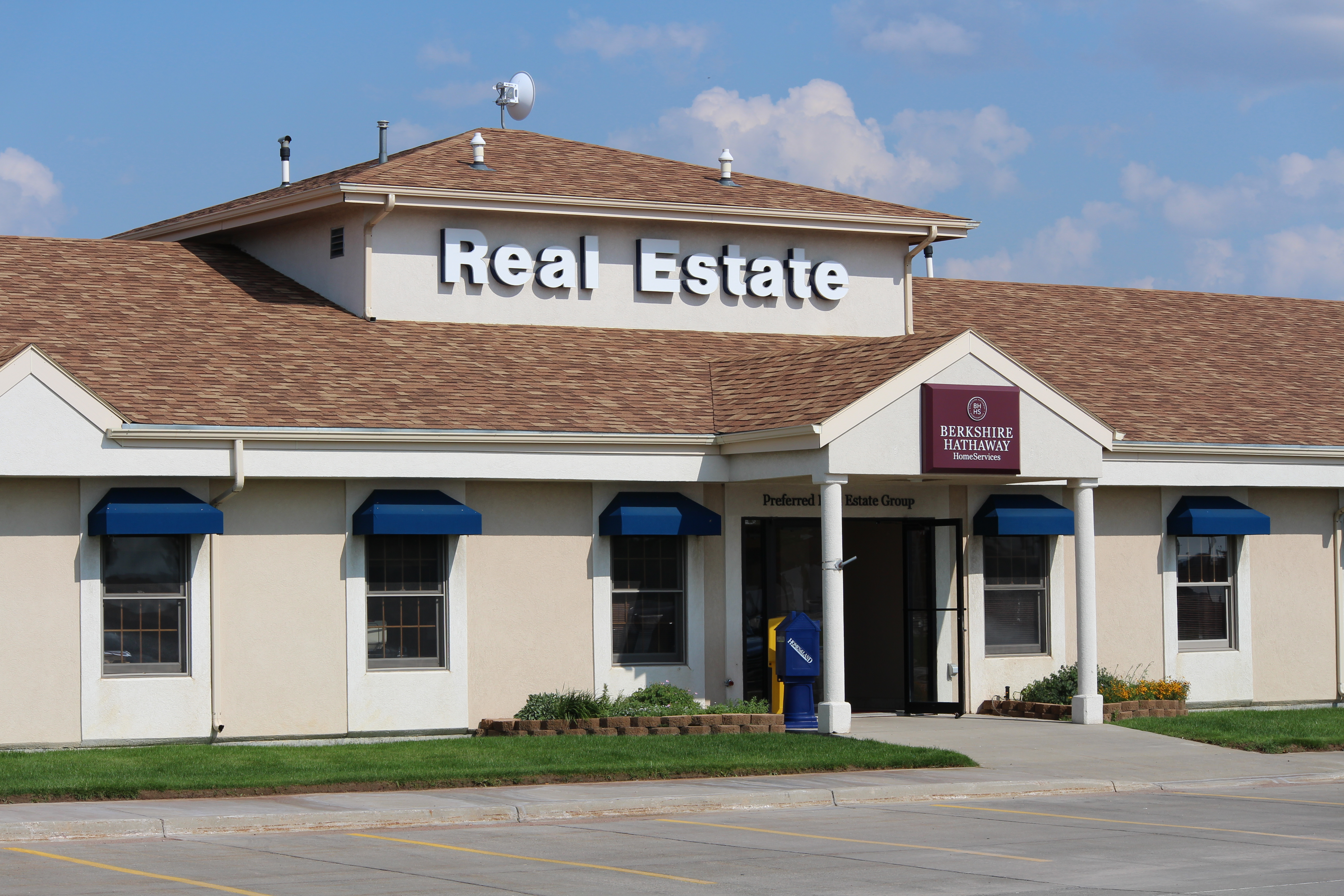
خدمات منزلية من أمريكا في جيليت، وايومنغ

في 12 مارس 2014، أُعلن أن شركة جراهام القابضة سوف تجرد محطتها التلفزيونية في ميامي، التابعة لـ (بالإنجليزية: ABC WPLG)‏ إلى بي أتش ميديا في صفقة نقدية وأسهم.
في 29 يناير 2020، أعلنت مشاريع لي عن اتفاقية مع بيركشاير هاثاواي للحصول على منشورات بي أتش ميدا غروب وأخبار بافيلو مقابل 140 مليون دولار نقدًا.

#### العقارات
شركة بيركشاير هاثاواي لخدمات الطاقة الرئيسية في أمريكا (انظر القائمة الكاملة للشركات) هي شركة وساطة عقارية سكنية مقرها منيابولس، مينيسوتا، وقد تأسست في عام 1998. خدمات منزلية لها عمليات في 28 ولاية وأكثر من 22000 موظف مبيعات. بالإضافة إلى خدمات السمسرة، تقدم هذه الشركات العقارية أصول قروض الرهن العقاري، وخدمات الملكية والإغلاق، وضمانات المنزل، والتأمين على الممتلكات والتأمين ضد الحوادث والخدمات الأخرى ذات الصلة. بحلول نهاية عام 2013، ستدخل شركة بيركشاير هاثاواي قطاع الوساطة العقارية السكنية تحت اسم هوم سيرفيسز أوف أميركا (بالإنجليزية: HomeServices of America)‏.
في أواخر يونيو 2017، استحوذت شركة بيركشاير هاثاواي بشكل غير مباشر على 400 مليون دولار من الأسهم العادية للشركة التي يقع مقرها في تورنتو، حيث منح شريان الحياة لمقرض الرهن العقاري المحاصر هوم كابيتال جروب انك.
أيضًا في يونيو 2017، جعل استثمار بيركشاير بقيمة 377 مليون دولار و10٪ من الشراء في مخزن كابيتال  ثالث أكبر مستثمر للشركة، بعد مجموعة فانجارد وفيديليتي للاستثمارات. تعد مخزن كابيتال ومقرها سكوتسديل صندوق استثمار عقاري، تمتلك أكثر من 1700 عقار في 48 ولاية.
تشمل استثمارات بيركشاير الأخرى المرتبطة بالعقارات منازل كلايتون، التي تصنع المساكن المصنعة.

### غير التأمين الأخرى
في عام 2002، استحوذت بيركشاير على شركة أبيكا ويقع المقر الرئيسي لأبيكا في نوركروس، جورجيا، وتعمل بشكل أساسي تحت اسم لارسون جوهل. تقوم أبيكا بتصميم وتصنيع وتوزيع منتجات الإطارات المخصصة ، بما في ذلك تشكيل الخشب والمعدن، وألواح الخشب، والألواح الفوم، والزجاج، والمعدات، ومستلزمات التأطير الأخرى. استحوذت بيركشاير على سي تي بي أنترناشيونال كور. في عام 2002. سي تي بي، ومقرها في ميلفورد بولاية إنديانا، هي مصممة ومصنعة ومسوقة للأنظمة المستخدمة في صناعة الحبوب وإنتاج الدواجن والخنازير والبيض. يتم إنتاج المنتجات في الولايات المتحدة وأوروبا وتباع في المقام الأول من خلال شبكة عالمية من التجار والموزعين المستقلين، مع ذروة المبيعات في الربعين الثاني والثالث.
استحوذت بيركشاير على شركة أم سي لاين. في مايو 2003 من شركة ولمارت، والتي جلبت معها شركات تابعة أخرى مثل بروفيشنال داتاسوليوشنز، وشركة سالادو للمبيعات، من بين آخرين. توفر أم سي لاين خدمات التوزيع بالجملة والخدمات اللوجستية في جميع الولايات الخمسين وعلى الصعيد الدولي في البرازيل للعملاء الذين يشملون تجار التجزئة المخفضة والمتاجر ومطاعم الخدمة السريعة ومخازن الأدوية ومجمعات السينما.
في عام 1986، تم الاستحواذ على شركات سكوت فيتزر، وهي مجموعة متنوعة من 32 علامة تجارية تقوم بتصنيع وتوزيع عدد كبير من المنتجات للاستخدامات السكنية والصناعية والمؤسسية. أهم اثنين من هذه الأعمال هما أنظمة التنظيف المنزلية من كيربي ومنتجات واين ووتر سيستمز ومنتجات كامبل هاوسفيلد. اليوم، لم يعد سكوت فيتزر في حيازة كامبل هاوسفيلد، حيث تم بيعه لشركة مارمون، وهي أيضًا شركة تابعة لشركة بيركشاير في عام 2015. كما يقوم سكوت فيتزر أيضًا بتصنيع سكاكين جينسو وموسوعة الكتاب العالمية.
في 30 مارس 2007، أعلنت شركة بيركشاير أن تي تي آي جزء من مجموعة بيركشاير هاثاواي. يقع المقر الرئيسي لشركة تي تي آي. في مدينة فورت وورث بولاية تكساس، وهي أكبر موزع متخصص للمكونات السلبية والتوصيل البيني والمكونات الكهروميكانيكية. يشمل خط إنتاج تي تي آي الواسع؛ المقاومات، المكثفات، الموصلات، مقاييس الجهد، أدوات التشذيب، مكونات الحماية المغناطيسية والدائرة، الأسلاك والكابلات، منتجات التعريف، أدوات التطبيق، والأجهزة الكهروميكانيكية. في 25 ديسمبر 2007، استحوذت بيركشاير على مارمون غروب. في السابق كانت عبارة عن تكتل خاص مملوك لعائلة بريتزكر لأكثر من خمسين عامًا، والذي يمتلك ويدير مجموعة متنوعة من شركات التصنيع التي تنتج عربات صهاريج السكك الحديدية وعربات التسوق وأنابيب السباكة والمثبتات المعدنية والأسلاك ومنتجات معالجة المياه المستخدمة في البناء السكني  في سبتمبر 2020، عينت سكة حديدية بي أن أس أف، من بين أكبر كيانات بيركشاير، أول رئيسة تنفيذية لها، كاثرين فارمر.
في 2 أكتوبر 2014، تم إنشاء بيركشاير هاثاواي للسيارات، وهي شركة فرعية لبيع السيارات، من خلال الاستحواذ على من مجموعة فان تويل (بالإنجليزية: Van Tuyl Group)‏، أكبر تاجر سيارات متبقي في البلاد ومملوك بشكل مستقل حتى ذلك التاريخ. وهي خامس أكبر شركة تمتلك 81 وكالة وعائدات تبلغ 8 مليارات دولار. في 14 نوفمبر 2014، أعلنت شركة بيركشاير أنها ستستحوذ على دوراسيل من شركة بروكتر أند غامبل مقابل 4.7 مليار دولار في صفقة لجميع الأسهم.

### المالية والخدمات المالية
استحوذت بيركشاير على منازل كلايتون، وهي شركة لتصنيع المنازل المعيارية ومقطورات التخزين والهيكل والمقطورات متعددة الوسائط والحاويات المحلية.
كسبت الأعمال المالية لكلايتون (قروض لأصحاب المنازل المصنعة) 206 مليون دولار أمريكي انخفاضًا من 526 مليون دولار أمريكي في عام 2007. وظلت خسائر القروض بنسبة 3.6٪ مرتفعة من 2.9٪.

### الاستثمارات
بالإضافة إلى امتلاك الشركات بشكل مباشر، تحتفظ بيركشاير بمحفظة مركزة من الأسهم والاستثمارات التي كان يديرها تاريخيًا وارن بافيت. منذ عام 2010، يعمل تود كومبس وتيد ويشلر أيضًا جنبًا إلى جنب مع بافيت في إدارة الاستثمارات. تحدث بافيت بشكل كبير عن كل من المقابلات العامة وفي الرسالة التي وجهها عام 2015 إلى المساهمين ووصف توظيفهم على حد سواء بأنه «أحد أفضل تحركاتي». في خطاب عام 2016 إلى المساهمين ، كشف وارين أن كل واحد منهم يدير بشكل مستقل أكثر من 10 مليارات دولار نيابة عن بيركشاير.
اعتبارًا من آذار (مارس) 2017، تركزت 65٪ من سندات أسهم بيركشاير المالية في خمس شركات: شركة أمريكان إكسبريس (12.0 مليار دولار)، وشركة أبل (19.2 مليار دولار)، وشركة كوكا كولا (17.0 مليار دولار)، وشركة المؤسسة الدولية للحاسبات الآلية (آي بي أم) (11.2 مليار دولار)، وويلز فارجو وشركاه (27.8 مليار دولار). بعد بيع أسهم شركة آي بي أم في فبراير 2018،  في 4 مايو 2018، أعلن بافيت أن شركة بيركشاير قد باعت حصتها بالكامل في شركة آي بي أم، واشترت المزيد من شركة أبل.
في ذروة الأزمة المالية في سبتمبر 2008، استثمرت بيركشاير 5 مليارات دولار في الأسهم الممتازة في بنك جولدمان ساكس لتزويدها بمصدر للتمويل عندما أصبحت أسواق رأس المال مقيدة. أسفر السهم المفضل عن معدل فائدة سنوي قدره 10٪ كسب بيركشاير 500 مليون دولار من دخل الفوائد سنويًا. تلقت بيركشاير أيضًا أوامر شراء 43.5 مليون سهم بسعر إضراب قدره 115 دولارًا للسهم الواحد، والتي كانت قابلة للممارسة في أي وقت لمدة خمس سنوات. احتفظ بنك جولدمان بالحق في إعادة شراء السهم المفضل وفي مارس 2011 مارس هذا الحق بدفع 5.5 مليار دولار إلى بيركشاير (لا يمكن إعادة شراء السهم المفضل إلا بعلاوة 10٪). تم ممارسة الضمانات وتملك شركة بيركشاير 3٪ من رأس مال شركة جولدمان ساكس. تم تقدير الربح على الأسهم الممتازة بنحو 1.8 مليار دولار  وقد أدت ممارسة الضمانات إلى ربح أكثر من 2 مليار دولار، على الرغم من أن استمرار ملكية بيركشاير للأسهم في جولدمان ساكس يعني أنه لا يمكن تحديد الربح بالكامل.
في 26 أغسطس 2011، اشترت شركة بيركشاير 5 مليارات دولار من الأسهم الممتازة في بنك أميركا. الاستثمار له تكلفة فائدة سنوية بنسبة 6٪ يكسب بيركشاير 300 مليون دولار من الفوائد السنوية. إلى جانب الاستثمار في الأسهم الممتازة، حصلت بيركشاير على أذونات تسمح لبيركشاير بشراء 700 مليون سهم عادي بسعر 7.14 دولارًا للسهم الواحد في أي وقت قبل 2 سبتمبر 2021. بناءً على سعر السهم في يونيو 2017، حقق هذا المركز ربحًا يزيد عن 10 مليارات دولار أمريكي باستثناء الفائدة السنوية المكتسبة من الأسهم الممتازة.
في عام 2006، استحوذت شركة بيركشاير على شركة راسل مقابل 600 مليون دولار، وفي الواقع حصلت على معظم الأسهم والعلامات التجارية في العديد من البطولات الرياضية - بما في ذلك سبالدينغ أن بي إي كرة السلة الرسمية، وحماية شركة بايك أثلتيك، وإي إي آي، وطاولات الجمباز، والحانات، والخواتم والخيول أو كرات دودلي اللينة وملحقاتها.
في عام 2008، اشترت بيركشاير الأسهم المفضلة في وريغلاي وجولدمان ساكس وجي إي بإجمالي 14.5 مليار دولار.
في 3 نوفمبر 2009، أعلنت شركة بيركشاير هاثاواي أنها ستحصل على نسبة 77.4 في المائة المتبقية من شركة بيرلينجتون نورثرن سانتا في، الشركة الأم لسكة حديد بي أن أس أف، التي لم تكن تمتلكها بالفعل باستخدام الأسهم والنقود التي تبلغ 26 مليار دولار. كانت هذه أكبر عملية استحواذ حتى الآن في تاريخ بيركشاير.
في 14 مارس 2011، أعلنت شركة أنها ستستحوذ على شركة ليبريزول مقابل 9 مليارات دولار نقدًا، وهي صفقة وصفت بأنها واحدة من أكبر الصفقات على الإطلاق لشركة بيركشاير.
في 25 مارس 2011، قامت شركة بيركشاير بأول غزوة  في قطاع التأمين الهندي من خلال شركتها الفرعية غير المباشرة (بالإنجليزية: BerkshireInsurance.com)‏.
في 14 فبراير 2013، أعلنت شركة بيركشاير وكابيتال جي 3 عن خطط لشراء شركة أتش جي هينز مقابل 72.50 دولارًا للسهم الواحد أو 28 مليار دولار بما في ذلك الديون. أصبحت الشركة مالكة الأغلبية لشركة هينز في 18 يونيو 2015، بعد ممارسة أمر شراء 46.195.652 سهمًا من الأسهم العادية بسعر إجمالي قدره 461.956.52 دولارًا، مما أدى إلى زيادة حصتها إلى 52.5٪.
تمتلك بيركشاير 1.74 مليون سهم في جانيت. تمتلك الشركة أيضًا جزءًا من ناشر الصحف «لي» بعد شراء بعض ديون شركة لي بعد إعلان إفلاسها.
في 10 أغسطس 2015، وافق مجلسا إدارة بيركشاير و(بالإنجليزية: Precision Castparts Corp)‏ بالإجماع على اتفاقية نهائية لشركة بيركشاير للحصول على 235 دولارًا للسهم الواحد نقدًا، جميع أسهم PCC المعلقة.
في الربع الثاني من عام 2020، أضافت بيركشاير مركزًا لأكثر من 20 مليون سهم في شركة التعدين باريق الذهب،  وفي الربع الثالث وافقت الشركة على شراء عمليات نقل وتخزين الغاز الطبيعي لشركة دومينيون للطاقة.
بين سبتمبر 2019 وأغسطس 2020، اشترت بيركشاير أكثر من 5٪ من الأسهم القائمة لكل من أكبر خمس شركات تجارة عامة يابانية (إيتوشو، ميتسوبيشي، ميتسوي، سوميتومو، ماروبيني) من خلال فرع التعويض الوطني. بلغت قيمة هذه الرهانات الإجمالية أكثر من 6 مليارات دولار اعتبارًا من أغسطس 2020.

#### الاستثمارات في شركة أمازون.
في 2 مايو 2019، قال وارن بافيت لشبكة سي إن بي سي إن أحد مديري الاستثمار في بيركشاير، إما تود كومبس أو تيد ويشلر، كان يشتري أسهم أمازون. قال بافيت لشبكة سي أن بي سي: «أحد الزملاء في المكتب الذي يدير الأموال [...] اشترى بعض أمازون لذا سيظهر في 13F». تابع بافيت. «نعم، لقد كنت من المعجبين، وكنت غبيًا لأنني لم أشتري. لكني أريدك أن تعرف أنه لا تحدث تغييرات في الشخصية».

#### الاستثمار في شركة أبل.
في مايو 2016، تم الكشف في ملف تنظيمي أن بيركشاير قد استحوذت على حصة في شركة أبل إنك. وكان المركز الأولي ل 9.8 مليون سهم (0.2٪ من أبل) بقيمة مليار دولار. بحلول نهاية يونيو 2016، زادت هذه الحصة إلى 15.2 مليون سهم (0.3٪ من أبل). ثم أعادت بيركشاير شراء أسهم أبل مرة أخرى بين سبتمبر وديسمبر. بحلول 31 كانون الأول (ديسمبر) 2016، كانت بيركشاير قد اكتسبت حصة قدرها 57.4 مليون سهم (1.1٪ من أبل) بمتوسط سعر اقتناء يقدر بـ 110 دولارات للسهم الواحد (قبل تقسيم 2020 4: 1). استمرت عمليات شراء الأسهم العدوانية وبحلول 31 مارس 2017، جمعت بيركشاير 129 مليون سهم (2.5٪ من شركة أبل). في التقرير السنوي لعام 2017، كشفت شركة بيركشاير عن مركزها الإجمالي بحلول 31 ديسمبر 2017، ليكون 166 مليون سهم (3.3٪ من أبل). اعتبارًا من فبراير 2019، تمتلك بيركشاير 5.4٪ من شركة آبل بـ 255300329 سهمًا.
في تقارير إعلامية، يقول بافيت إن شركة آبل قد طورت نظامًا بيئيًا ومستوى من الولاء للعلامة التجارية يوفر لها خندقًا تنافسيًا، ويبدو أن المستهلكين لديهم درجة من الحساسية تجاه الأسعار عندما يتعلق الأمر بـ آيفون. بينما اشتهر بافيت بتجنبه لأسهم التكنولوجيا، فقد قال إن شركة آبل هي شركة منتجات استهلاكية وإنه يفهم أعمال المنتجات الاستهلاكية.

#### الاستثمارات السابقة
كانت بيركشاير تمتلك في السابق حصة كبيرة في تيسكو بي أل سي، متجر البقالة بالتجزئة في المملكة المتحدة. قامت بيركشاير بأول استثمار لها في تيسكو في عام 2006 وفي عام 2012 رفعت هذه الحصة إلى أكثر من 5٪ من الشركة  بتكلفة استثمار تبلغ 2.3 مليار دولار. باع بافيت حوالي 30٪ من هذه الحصة في عام 2013 عندما «توتر إلى حد ما من إدارة الشركة في ذلك الوقت»  محققًا ربحًا قدره 43 مليون دولار. مع تصاعد مشاكل تيسكو حتى عام 2014، باعت بيركشاير جميع الأسهم المتبقية مع بافيت قائلاً للمساهمين أن التأخير في بيع الأسهم كان مكلفًا. تكبدت بيركشاير خسارة بعد خصم الضرائب بلغت 444 مليون دولار على استثمار تيسكو.
في عام 2016، فاجأت شركة بيركشاير المستثمرين من خلال القيام باستثمارات كبيرة في الأسهم في شركات الطيران الأمريكية الكبرى. كان بافيت قد وصف شركات الطيران في السابق بأنها «فخ الموت للمستثمرين». كان بافيت قد استثمر في شركة الخطوط الجوية الأمريكية في عام 198، والذي على الرغم من أنه باع من أجل الربح، فقد خسر بيركشاير تقريبًا مبلغًا كبيرًا من المال. في عام 2017، كانت بيركشاير أكبر مساهم في يونايتد إيرلاينز ودلتا إيرلاينز وأكبر 3 مساهمين في ساوثويست إيرلاينز وأمريكان إيرلاينز. وصف بافيت نفسه هذا بأنه «دعوة للصناعة» وليس اختيارًا في شركة فردية. يقال إن الرئيس التنفيذي لشركة الخطوط الجوية الأمريكية، دوج باركر، قد فاز على تيد ويشلر في المجادلة بأن صناعة الخطوط الجوية قد عززت العرض بشكل كافٍ ومنطقي بحيث يمكن تحقيق الربحية على المدى الطويل في صناعة كانت تاريخياً تتكبد خسائر في الإجمال. في أبريل 2020، باعت بيركشاير جميع الأسهم في الخطوط الجوية الأمريكية ردًا على جائحة كوفيد 19.